# Partisanenlazarett Pugled
Koordinaten: 45° 40′ 16,3″ N, 15° 0′ 46,8″ O
Das Partisanenlazarett Pugled war während des Zweiten Weltkriegs ein Partisanenkrankenhaus im Waldgebirge Kočevski Rog in Slowenien. Es diente zwischen März und Oktober 1944 der Versorgung von verwundeten jugoslawischen Partisanen.

## Geschichte
Das Lazarett wurde im März 1943 in einem Wald südöstlich ehemaligen Siedlung Pugled, unweit des Sägewerks Žaga Rog, errichtet. Während der deutschen Offensive nach der Kapitulation Italiens fanden deutsche Truppen das Lazarett am 27. Oktober 1943 und brannten es nieder. Alle Schwerverletzten kamen bei dem Brand um. Die mobilen Verwundeten und das Personal wurden gerettet.

## Beschreibung
Das einzige Zeugnis ist heute der Friedhof, der in einer Karstgrube etwa 200 m von der Trasse der Roška-Eisenbahn entfernt liegt, entlang derer die Forststraße verläuft. Es befindet sich neben der Verbrennungsanlage des ehemaligen Partisanenkrankenhauses. Der Friedhof ist mit Naturschotter ummauert und terrassiert. Drei Stufen aus behauenen Steinen führen zur Terrasse. In der Mitte des Gräberfeldes befindet sich eine Plattform mit zwei Bänken aus Naturbruchstein und einer zylindrischen 3 m hohen Säule mit spiralförmig eingeschnittenen Rillen, einer Gedenkinschrift mit den Namen der Getöteten.